# Гесем
Гесем (на иврит: גושן‎) е историческа област в северната част на Египет.
Според Библията в тази област, разположена в източната част на Делтата на Нил, са заселени евреите по време на престоя им в Древен Египет със съдействието на патриарха Йосиф.[Бит. 45:10] Според някои археолози областта включва околностите на древния град Аварис.